# فرنسيس فورد
فرنسيس فورد (بالإنجليزية: Francis Ford)‏ (و. 1881 – 1953 م) هو ممثل، ومخرج سينمائي، وكاتب سيناريو، من الولايات المتحدة الأمريكية، ولد في بورتلاند، مين، توفي في لوس أنجلوس، عن عمر يناهز 72 عاماً بسبب سرطان.

## وصلات خارجية
- فرنسيس فورد على موقع IMDb (الإنجليزية)
- فرنسيس فورد على موقع ألو سيني (الفرنسية)
- فرنسيس فورد على موقع أول موفي (الإنجليزية)
- فرنسيس فورد على موقع قاعدة بيانات الأفلام السويدية (السويدية)
- فرنسيس فورد على موقع قاعدة بيانات الفيلم (الإنجليزية)
- فرنسيس فورد على موقع كينوبويسك (الروسية)